# Little Earthquakes
Little Earthquakes (en español Pequeños terremotos) es el álbum debut de la cantante, compositora y pianista estadounidense Tori Amos. Publicado a principios de 1992 es considerado el puntapié inicial del movimiento de compositoras de la década de 1990 y la fecha se ha vendido más de tres millones de copias, 2 millones en Estados Unidos. En 1998 los lectores de Q Magazine lo votaron como el 66.º álbum más importante de todos los tiempos.
La canción "Me and a Gun" fue lanzada como primer sencillo en el Reino Unido, es una canción a capela sobre el abuso sexual. Esto inspirado en una asalto sexual que vivió Tori Amos a los 21 años en Los Ángeles. El sencillo no tuvo éxito comercial, sin embargo las radios comenzaron a pasar en su rotación "Silent All These Years" la cual fue un éxito radial y se convirtió en el primer sencillo exitoso de la cantante con el que obtuvo una nominación como mejor artista nuevo en los MTV VMA.

## Grabación
Tras la disolución de su banda de synth-pop Y Kant Tori Read, Amos escribió doce canciones que fueron grabadas para Capitol Records en Los Ángeles junto a Davitt Sigerson como productor, las cuales en junio de 1990 fueron presentadas para los derechos de autor.
Amos se acercó a Atlantic Records en diciembre de 1990 con una cinta demo de diez canciones, algunas de ellas nuevas pero en su mayoría eran las que había presentado en junio. La lista de temas eran “Rusia” (que más tarde se volvería “Take to the Sky”), “Mary”, “Crucify”, “Happy Phanton”, “Leather”, “Winter”, “Sweet Dreams”, “Song for Eric”, “Learn to Fly” y “Flying Dutchman”. El sello no estuvo contento con el resultado de las nuevas canciones y en respuesta, Amos y su entonces novio Eric Rosse grabaron algunos nuevos temas, entre ellos “Girl”, “Precious Things”, “Tea In Your Hand” y “Little Earthquakes”. La canción “Take Me With You” fue registrada durante esas sesiones, pero no sería publicada hasta 2006, en donde las voces fueron regrabadas. Esta sesión fue grabada con un presupuesto limitado en un estudio en la casa de Rosse, usando su máquina de cinta analógica 3M 24-track y un piano Yamaha CP-80. Luego Amos y Rose fueron a los Stag Studios a usar un piano Yamaha de mayor calidad. Satisfechos con esas grabaciones, Atlantic Records determinó que el álbum Little Earthquakes tendría 13 temas, quitando “Learning to Fly” y añadiendo cuatro más durante las sesiones de grabación en diciembre.
Amos se trasladó a Londres a trabajar junto a Ian Stanley; Atlantic pensaba que Amos tendría más facilidades de llegar al éxito en aquel lugar porque los ingleses tenían más apreciación por la música alternativa y las presentaciones excéntricas. Fue allí donde grabó los que serían sus dos primeros sencillos: “Me and a Gun”, que fue el último tema en ser escrito para el disco, mientras que “China” fue compuesto con mucha anterioridad, originalmente llamado “Distance”, creado por Amos en 1987.
La segunda y final versión del álbum fue aceptada por su compañía discográfica. Este aún se revisaba antes del lanzamiento; un casete promocional de shows con la canción “Little Earthquakes” fue a aparecer después de “Happy Phantom” en el lado uno, junto con “Flying Dutchman” en el lado dos. Esta última canción posiblemente fue excluida del formato vinilo debido a las limitaciones de este último.
El homólogo de Atlantic en Europa, East West, promovió extensamente la grabación. Amos había pasado gran parte de 1991 presentándose en pequeños bares y clubes en Londres y tocando para músicos y periodistas, a menudo en su propio apartamento. El EP “Me and a Gun” contenía cuatro temas y fue lanzado en octubre de 1991, recibiendo una considerable atención. El sencillo fue reeditado al mes siguiente junto a “Silent All These Years” como principal composición, y fue su primera entrada en las listas al debutar en la posición 51 en el Reino Unido, seguido por el apoyo de la BBC Radio 1 y su primera aparición en televisión en el exitoso programa de Jonathan Ross en la BBC.

## Lanzamiento
El álbum finalmente fue publicado en el Reino Unido en enero de 1992 y alcanzó la posición número 14 en el UK Albums Chart, manteniéndose en el Top 75 durante 23 semanas, y sería certificado con el disco de oro por la BPI tras vender más de 100 mil copias. Un mes después fue lanzado en Estados Unidos con un gran éxito por parte de la crítica y a pesar de solo que alcanzó el top 50 del Billboard 200, poco a poco fue ganando nuevos oyentes, llegando a ser un éxito comercial vendiendo más de 2 millones de copias en ese país, alcanzando el doble disco de platino. En Australia alcanzaría la posición 14, siendo certificado con el disco de oro por la ARIA, en Canadá llegaría a posición 49 y en donde también obtendría el disco de oro. A los ya conocidos sencillos “Me and a Gun” y “Silent All These Years”, se sumaron “China”  (enero de 1992), “Winter” (marzo de 1992 en el Reino Unido y noviembre de ese año en EE. UU.) Y “Crucify”. La versión EP publicada en Norteamérica de “Crucify” inluía diversos covers de artistas como The Rolling Stones y Nirvana.

## Recepción de la crítica
Las críticas del álbum en general fueron positivas, siendo alabado por la mayoría de los críticos. Josef Woodward de Rolling Stone describió a Little Earthquakes como “un sutil ciclo de canciones progresivas, que reflejan oscuramente la alineación sexual y luchas personales”, y para como finaliza el álbum añade que “cuando sentimos que hemos pasado por alguna terapia de sesión particular, media mitad se limpia y media mitad se agita. Esa paradoja ingeniosa es lo que hace a Little Earthquakes un apasionante debut”. Su calificación original fue de 3,5 de 5 estrellas en la versión impresa de la revista en 1992, pero más tarde en el sitio web de Rolling Stone aparecería con una puntuacón de 4 estrellas de 5. Jean Rosenbluth de Los Angeles Times escribió que pocos “progresaban desde lo tonto a lo sublime de manera rápida y sin problemas como Amos” y alabó al álbum calificandólo como “un quijote, un registro irresistible que mezcla la inteligencia de Kate Bush y la provocación impenetrable de Mary Margaret O'Hara”. Entre las evaluaciones negativas, Stephanie Zacharek de Entertainment Weekly sintió que las canciones de Amos “son demasiado auto-referentes y raras, pero agradables”, mientras que Robert Christgau fue el único que alabó el tema “Me and a Gun”.
En el Reino Unido, en donde Amos promocionó inicialmente, el álbum fue bien recibido. Jon Wilde de Melody Maker declaró que “Amos posee una rara habilidad de explorar una multiplicidad de emociones y un amplio rango de perspectivas dentro de la misma canción”, describiendo a las canciones del álbum como “música del alma cerebral del tipo de personas que leen Pillars of Wisdom de TE Lawrence en sus vacaciones, pero que terminan gastando todo su tiempo y fluidos corporales con extraños”. John Aizlewood de Q Magazine escribió que aquella “culpabilidad, miseria y relaciones se abren paso a través de Little Earthquakes con desvíos ocasionales de traumas infantiles transformados en adultos ineficientes”, alabando las letras de Amos, concluyendo: “Little Earthquakes es perturbador, divertido y sexy. Amos hace todo eso junto al sello de una potencial gran compositora. ¿Dónde en la tierra puede llegar ella desde aquí?”. Roger Morton de NME, sin embargo, fue más reservado, escribiendo que “no es fácil llegar a enfrentarse con Tori y su llamado Little Earthquakes, que se extiende en lo que a varios puede confundir en su recorrido por la suciedad del alma de la mujer... A veces es mágico y a veces enfermizo y sobreexitado”.

### Legado
En una reseña en retrospectiva del álbum, Steve Huey the AllMusic declaró que junto a Little Earthquakes, Amos “forjó el camino para el movimiento de cantautoras en los 90'” y que mientras “sus posteriores álbumes fueron muy excepcionales, nunca desnudó su alma tan directamente como lo hizo aquí”. Barry Walters de Pitchfork Media citó a Little Earthquakes y a su sucesor Under the Pink como “hitos” de Amos y escribió que “aquel legado de esos hitos persisten en el undergroud de hoy”, citando acuaciones en las que  “todos llevan sus sensibilidades tan fuertes como ella lo hizo”.
Para el lanzamiento de la edición remasterizada que se publicó durante 2015, J.C. Maçek III de Spectrum Culture escribió: “Junto a su falta de clichés del rock y el pop y la dependencia del piano acústico, la hacen una excelente (si no convencional) voz, además los sonidos de Little Earthquakes son únicos hoy en día al igual que en 1992”. En una crítica en la que se le otorgó 4 de 5 estrellas, Jessica Machado de Rolling Stone dijo que “25 años después, sigue siendo un trabajo con altos y bajos emocionales que parecen aún más impresionantes para un álbum debut”.  Alex Ramon de Popmatters reseñó que aquel Little Earthquakes “inmediatamente demostró las habilidades de Amos para ir directamente al corazón de una experiencia emocional y de una poderosa manera de comunicar por medio de diversos estilos musicales”.
En 1998, los lectores de la revista británica Q Magazine votaron y ubicaron a Little Earthquakes en la posición número 66 de los álbumes más grandes de todos los tiempos, y en 2002 la misma revista lo nombró el cuarto álbum más grande de todos los tiempo de una artista femenina.
El álbum fue incluido en el libro 1001 Álbumes que hay que escuchar antes de morir.

## Lista de canciones
Todos los temas son de autoría de Tori Amos

Todas las canciones escritas y compuestas por Tori Amos. 
| N.º | Título                   | Duración |  |
| 1.  | «Crucify»                | 4:58     |  |
| 2.  | «Girl»                   | 4:06     |  |
| 3.  | «Silent All These Years» | 4:10     |  |
| 4.  | «Precious Things»        | 4:26     |  |
| 5.  | «Winter»                 | 5:40     |  |
| 6.  | «Happy Phantom»          | 3:12     |  |
| 7.  | «China»                  | 4:58     |  |
| 8.  | «Leather»                | 3:12     |  |
| 9.  | «Mother»                 | 6:59     |  |
| 10. | «Tear in Your Hand»      | 4:38     |  |
| 11. | «Me and a Gun»           | 3:44     |  |
| 12. | «Little Earthquakes»     | 6:51     |  |

### 2015 Deluxe edition bonus disc
| 2015 Deluxe edition bonus disc |                                                                          |          |  |
| N.º                            | Título                                                                   | Duración |  |
| 1.                             | «Upside Down»                                                            | 4:22     |  |
| 2.                             | «Thoughts»                                                               | 2:36     |  |
| 3.                             | «Ode to the Banana King (Part One)»                                      | 4:06     |  |
| 4.                             | «Song for Eric»                                                          | 1:50     |  |
| 5.                             | «The Pool»                                                               | 2:51     |  |
| 6.                             | «Take to the Sky»                                                        | 4:20     |  |
| 7.                             | «Sweet Dreams»                                                           | 3:27     |  |
| 8.                             | «Mary»                                                                   | 4:27     |  |
| 9.                             | «Sugar»                                                                  | 4:27     |  |
| 10.                            | «Flying Dutchman»                                                        | 6:31     |  |
| 11.                            | «Humpty Dumpty»                                                          | 2:52     |  |
| 12.                            | «Smells Like Teen Spirit» (Nirvana Cover)                                | 3:17     |  |
| 13.                            | «Little Earthquakes» (Live from Cambridge Corn Exchange, 5th April 1992) | 6:58     |  |
| 14.                            | «Crucify» (Live from Cambridge Corn Exchange, 5th April 1992)            | 5:19     |  |
| 15.                            | «Precious Things» (Live from Cambridge Corn Exchange, 5th April 1992)    | 5:03     |  |
| 16.                            | «Mother» (Live from Cambridge Corn Exchange, 5th April 1992)             | 6:37     |  |
| 17.                            | «Happy Phantom» (Live from Cambridge Corn Exchange, 5th April 1992)      | 3:33     |  |
| 18.                            | «Here. In My Head»                                                       | 3:53     |  |

## Posicionamiento en las listas
| Listas (1992)                      | Posicionamiento |
| ---------------------------------- | --------------- |
| Australia (ARIA)                   | 14              |
| Canadá (Billboard Canadian Albums) | 49              |
| Alemania (Media Control Charts)    | 65              |
| Países Bajos (Album Top 100)       | 85              |
| Nueva Zelanda (Recorded Music NZ)  | 18              |
| Reino Unido (UK Albums Chart)      | 14              |
| Estados Unidos (Billboard 200)     | 54              |

## Créditos
- Tori Amos – Piano acústico y eléctrico, voz principal en todas las canciones, voces de acompañamiento en los temas 2, 3, 4, 6, 10 & 12, samples de cuerda en los temas 2 & 8
- Steve Caton – guitarra en los temas 2, 4, 10 & 12, bajo en el tema 2, voces de acompañamiento en los temas 4 & 12
- John Chamberlain – mandolina en el tema 1
- Paulinho da Costa – percusión en los temas 1 & 6
- Jake Freeze – rat pedal en el tema 4, rascado de violín en el tema 12
- Stuart Gordon – violín en el tema 7
- Ed Green – batería en el tema 1
- Will Gregory – oboe on track 7
- Tina Gullickson – voces de acompañamiento en el tema 1
- Chris Hughes – batería en el tema 7
- David Lord – arreglos de cuerda en el tema 7
- Will McGregor – bajo en los temas 4, 10 & 12
- Carlo Nuccio – batería en los temas 4 & 10
- Philly – finger cymbal en el tema 3
- David Rhodes – guitarra en el tema 7
- Eric Rosse – batería y programación de teclados en los temas2, 4 & 12, voces de acompañamiento en los temas 4 & 12, tambor de guerra irlandés en el tema 5
- Jef Scott – bajo en los temas 1, 8
- Matthew Seligman – bajo en el tema 7
- Nancy Shanks – voces de acompañamiento en los temas 1 & 12
- Phil Shenale – programación de teclados en el tema 6
- Eric Williams – ukulele en el tema 1, dulcimer en el tema 6
- Orquesta y arreglos dirigidos por Nick Caro en los temas 3 & 5